# Capannile
Capannile è una località del comune di Casciana Terme Lari, provincia di Pisa. Sorge in prossimità della frazione Lari.
Faceva parte del sistema difensivo del Castello dei Vicari e vi si possono ancora identificare alcune tracce nei grossi contrafforti all'esterno e nei sotterranei della omonima villa che probabilmente appartenevano ad una torre capitozzata.
La villa  e la circostante tenuta appartenne dapprima al ramo pisano dei Pandolfini, il cui stemma si trova ancora all'interno della cappella. Da questi passò ai Grassi, casato senese trasferito a Pisa nella metà del XVIII secolo, e quindi, per via matrimoniale, ai Conti Agostini Fantini Venerosi della Seta, i cui discendenti la mantengono tuttora.